# River Lochy (vattendrag i Storbritannien, Argyll and Bute)
River Lochy är ett vattendrag i Storbritannien.   Det ligger i kommunen Argyll and Bute och riksdelen Skottland, i den nordvästra delen av landet, 600 km nordväst om huvudstaden London.